# Hypselecara temporalis
Hypselecara temporalis es una especie de peces de la familia Cichlidae en el orden de los Perciformes.

## Morfología
Los machos pueden llegar alcanzar los 15 cm de longitud total.

## Hábitat
Vive en zonas de clima tropical entre 25 °C-30 °C de temperatura.

## Distribución geográfica
Se encuentran en Sudamérica:  cuenca del río Amazonas (Perú , Colombia y Brasil), ríos de Amapá (Brasil) y cuenca del río Oyapock en Brasil.